# Joachimstraße 7 (Bonn)

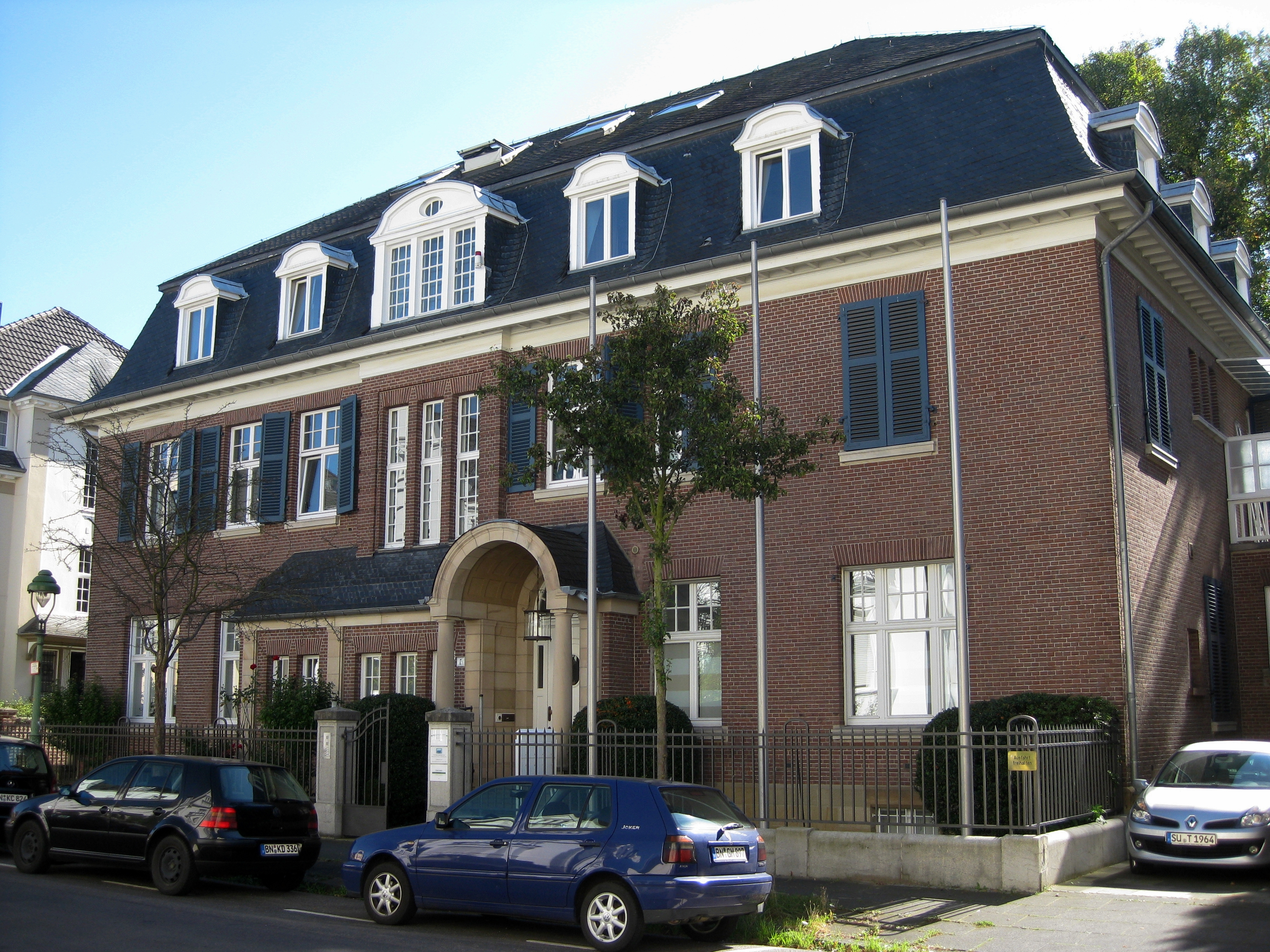
Villa Joachimstraße 7 (2011)

Das Gebäude Joachimstraße 7 ist eine Villa im Bonner Ortsteil Gronau, die 1912 errichtet wurde. Sie liegt knapp 100 m westlich der Adenauerallee (Bundesstraße 9) am Rande der Südstadt. Die Villa ist in Backstein erbaut und steht als Baudenkmal unter Denkmalschutz.

## Geschichte

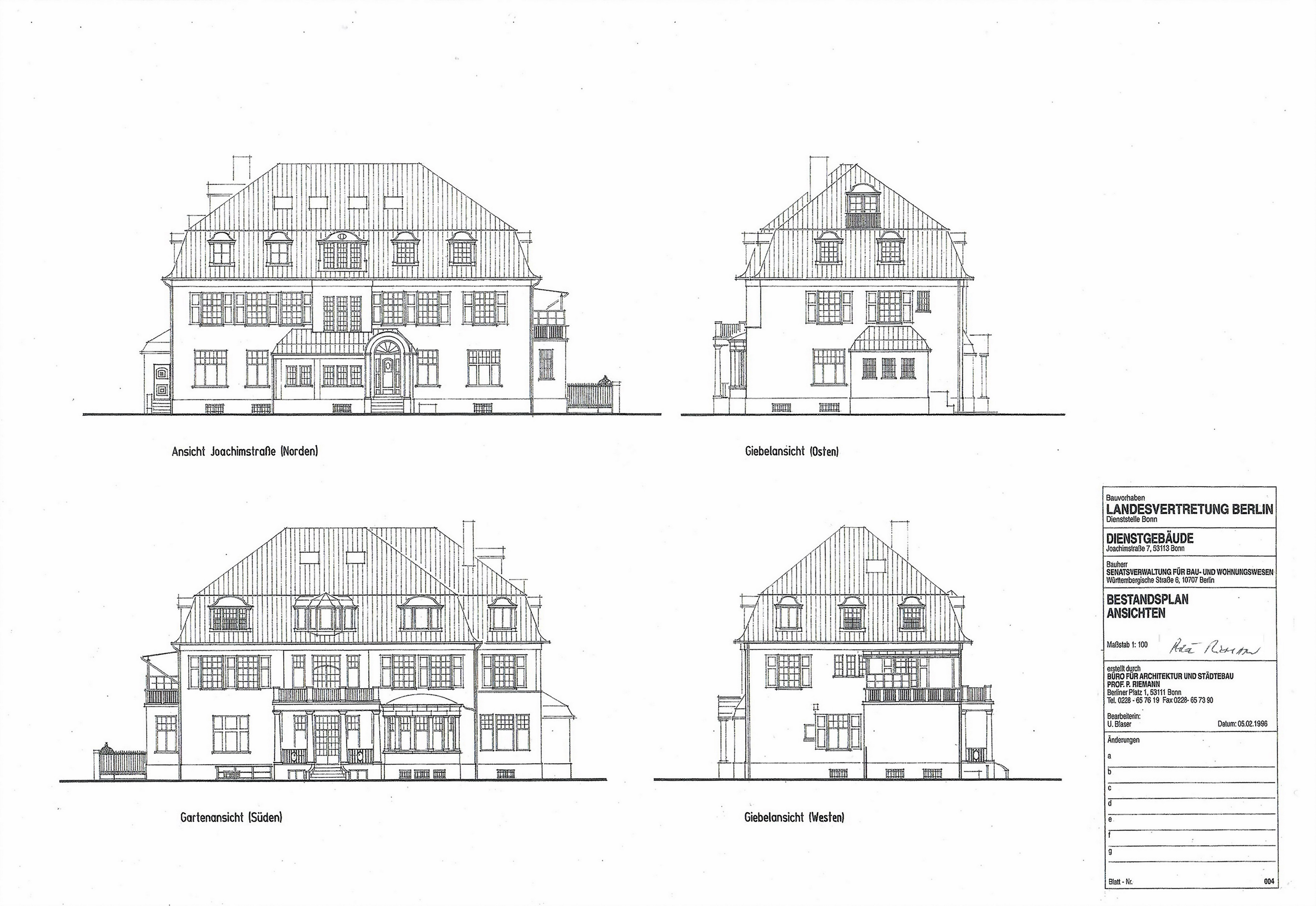
Bonn, ehemalige Landesvertretung Berlin, Ansichten Verwaltungsgebäude, Bauaufnahme Büro Riemann, 1996

Die Villa entstand nach einem Entwurf des Bonner Architekten und Regierungsbaumeisters Julius Rolffs für den Bauherrn Wilhelm Alexander Pflüger (1869–1946), Physiker und Professor an der Universität Bonn.
Nachdem Bonn 1949 Regierungssitz der Bundesrepublik Deutschland wurde, befand sich die Villa am Rande des neuen Parlaments- und Regierungsviertels. 1956 wurde sie Sitz der Geschäftsstelle der Deutschen Gesellschaft für Auswärtige Politik (DGAP). Nachdem der Mietvertrag ausgelaufen war, erwarb 1959 das Land Berlin die Villa, um sie als Verwaltungsgebäude seiner Vertretung beim Bund (Landesvertretung) mit Gästehaus in der gegenüberliegenden Doppelvilla Joachimstraße 6/8 zu nutzen. Die DGAP konnte im Gegenzug in das bisherige Gebäude der Landesvertretung am Rheinufer (Schaumburg-Lippe-Straße 6) umziehen, die Villa in der Joachimstraße im Februar 1960 durch Berlin bezogen werden. Das Land verfügte dort über eine Bürofläche von 1064 m² in 34 Räumen bei einer Grundstücksfläche von 1593 m².
Im Zuge der Verlegung des Parlaments- und Regierungssitzes zog die Landesvertretung 2000 nach Berlin um. Der Bonner Standort wurde zunächst – aufgrund der Einrichtung einer Außenstelle in Berlin im Januar 2000 in personell reduzierter Form – aufrechterhalten, bis im Sommer 2000 auch der Bundesrat seinen Sitz nach Berlin verlegte. Nach der Schließung der Landesvertretung in Bonn Ende August konnte das Land Berlin die Liegenschaft im September 2000 für 2,6 Millionen D-Mark verkaufen. Neuer Besitzer wurde ein Bonner Auktions- und Handelshaus für Briefmarken und Münzen, das zu den führenden in Deutschland gehört. Da die Joachimstraße als Wohngebiet ausgewiesen ist, durften nur im Ober- und Dachgeschoss Büroräume eingerichtet werden.
Die Eintragung der Villa in die Denkmalliste der Stadt Bonn erfolgte im Jahre 2000.